# 格羅森巴赫冰原島峰
74°52′S 74°1′W / 74.867°S 74.017°W
格羅森巴赫冰原島峰（英語：Grossenbacher Nunatak）是南極洲的冰原島峰，位於帕爾默地，處於霍爾特冰原島峰西南面4公里，屬於萊昂冰原島峰的一部分，現時由南極條約體系管理。